# Sydney Harbour Bridge

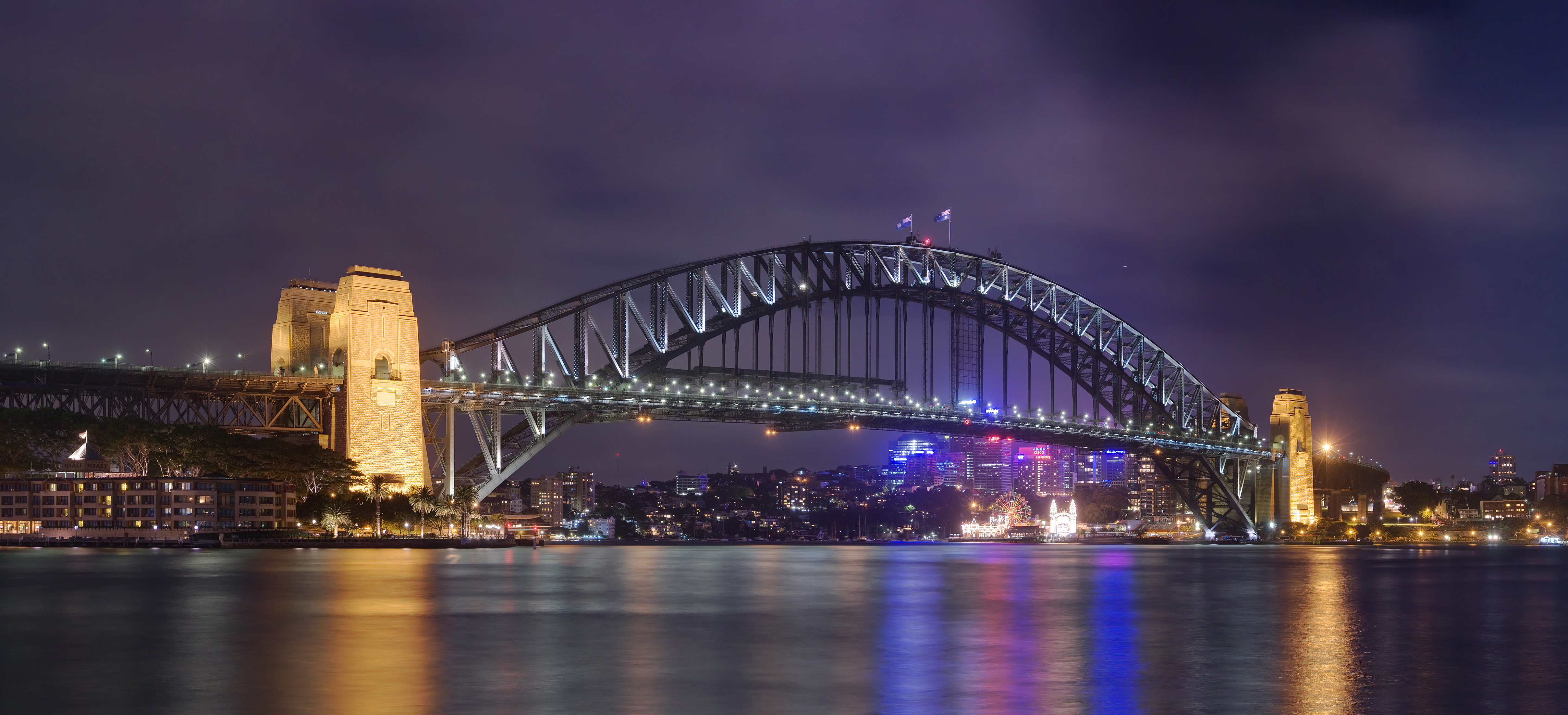
Harbour Bridge, noaptea

Harbour Bridge (din engleză Podul Portului) este un pod de oțel ce traversează Portul Sydney. Prin acesta pot trece pietoni, mașini, bicicliști și tramvaie. Podul este poreclit „Umerașul” din cauza design-ului său pe bază de arc. A fost inaugurat 19 martie 1932, la 9 ani după începerea construcției, pe 28 iulie 1923. Are o lungime de 1 469 m, lățime de 49 m și o înălțime de 134 m.
Podul Harbour Sydney a fost adăugat la Lista patrimoniului național australian la 19 martie 2007 și la Registrul patrimoniului de stat din New South Wales la 25 iunie 1999.

## Structura
Capătul sudic al podului este situat la punctul Dawes Point din zona The Rocks, iar capătul nordic de la Milsons Point, în zona inferioară a nordului Shore. Există șase benzi originale de trafic rutier pe carosabilul principal, plus două benzi suplimentare de trafic rutier pe latura de est, cu benzi care au fost anterior piste de tramvai. Adiacent de traficul rutier, o cale de  utilizare pentru pietoni se întinde de-a lungul părții de est a podului, în timp ce o cale dedicată pentru utilizare de către bicicliști se întinde numai de-a lungul laturii vestice; între carosabilul principal și calea de vest pentru bicicliști sunt două benzi utilizate pentru liniile de cale ferată care deservesc linia de coastă T1 Nord pentru trenurile din Sydney. 
Șoseaua principală de-a lungul podului este cunoscută sub denumirea de autostrada Bradfield și are o lungime de aproximativ 2,4 km, ceea ce o face una dintre cele mai scurte autostrăzi din Australia.

### Arcul
Arcul este compus din două rânduri de arcuri a câte 28 de panouri; înălțimile lor variază de la 18 m, în centrul arcului, la 57 m la capetele de lângă stâlpi.

### Pilonii
La fiecare capăt al arcului se află o pereche de stâlpi de beton de 89 m înalțime, cu fațade din granit. Pilonii au fost proiectați de arhitectul scoțian Thomas S. Tait, un partener al firmei John Burnet & Partners.